# Furore
Furore (укр. «Лють») — студійний альбом італійського співака та кіноактора Адріано Челентано, що вийшов 30 листопада 1960 року під лейблом «Jolly».

## Про альбом
Альбом «Furore» став другим у творчості Адріано Челентано, він вийшов за кілька тижнів до відбуття співака на військову службу. Альбом складався з пісень, які вийшли як сингли у 1959—1960 роках. Добірка пісень альбому виконана в стилі рок-н-рол.
Пісня «Serafino campanaro» є кавер-версією всесвітньо відомої пісні для дітей «Fra Martino campanaro». Пісня «Pitagora» оповідала про школярів, які мріють про «формулу кохання».
Найбільш успішними синглами, що потрапили до альбому, стали — «Impazzivo per te», що посіла 3 позицію і «Pitagora» з 8 позицією в чартах «Топ-100» найкращих пісень Італії 1960 року.
Як у випадку з попереднім альбомом, у записі платівки взяв участь оркестр Джуліо Лібано. Альбом записувався у студії Вальтера Гуертлера «Guertler Bros. Studio» в Мілані.
Спочатку альбом випускався на LP-платівках у 33 оберти лише в Італії, США і Бразилії. У 1995 і 2011 роках випускалося ремастоване перевидання альбому на CD. До перевидання альбому 2011 року входили бонус-треки — пісні «Happy Days Are Here Again» і «Who's Sorry Now?».

## Трекліст
LP
Сторона «A»
| #  | Назва                                        | Автор слів         | Автор музики          | Рік  | Тривалість |
| -- | -------------------------------------------- | ------------------ | --------------------- | ---- | ---------- |
| 1. | «Impazzivo per te» (Божеволію від вас)       | Мікі Дель Прете    | Адріано Челентано     | 1960 | 2:10       |
| 2. | «A cosa serve soffrire» (Що таке страждання) | Джан Карло Тестоні | Адріано Челентано     | 1960 | 2:10       |
| 3. | «Giarrettiera Rossa» (Рожеві підв'язки)      | Франко Мільяччі    | Берто Пізано          | 1960 | 2:30       |
| 4. | «Serafino campanaro» (Серафіно Кампаньяро)   | Нікола Салерно     | Мансуерто Де Понті    | 1960 | 2:10       |
| 5. | «Hei Stella» (Ей, зірка!)                    | Джорджо Калабрезе  | Джан Франко Ревербері | 1960 | 2:20       |
| 6. | «Nessuno crederà» (Ніхто не повірить)        | Джан Карло Тестоні | Джино Маццоккі        | 1959 | 2:20       |

Сторона «Б»
| #     | Назва                                                | Автор слів                    | Автор музики      | Рік  | Тривалість |
| ----- | ---------------------------------------------------- | ----------------------------- | ----------------- | ---- | ---------- |
| 7.    | «Pitagora» (Піфагор)                                 | Лучано Беретта                | П'єро Соффічі     | 1960 | 1:45       |
| 8.    | «Rock matto» (Рок з розуму)                          | П'єро Вівареллі і Лучо Фульчі | Джуліо Лібано     | 1960 | 1:45       |
| 9.    | «Furore» (Лють)                                      | П'єро Вівареллі               | Адріано Челентано | 1960 | 2:10       |
| 10.   | «Che dritta!» (Це прямо!)                            | Мауро Коппо                   | Джуліо Лібано     | 1960 | 2:10       |
| 11.   | «Movimento di rock» (Рух року)                       | Алессандро Коломбіні          | Бруно Де Філіппі  | 1960 | 2:10       |
| 12.   | «I ragazzi del juke-box» (Хлопці і музичний автомат) | Енцо Бонагура і Уго Пірро     | Ерос Скіоріллі    | 1959 | 1:15       |
| 24:55 |                                                      |                               |                   |      |            |

Бонус-треки до видання на LP і CD (2011)
Сторона «А»
| #  | Назва                       | Автор слів  | Автор музики | Рік  | Тривалість |
| -- | --------------------------- | ----------- | ------------ | ---- | ---------- |
| 7. | «Happy Days Are Here Again» | Джек Йєллен | Мілтон Егер  | 1958 | 01:45      |

Сторона «Б»
| #   | Назва              | Автор слів               | Автор музики | Рік  | Тривалість |
| --- | ------------------ | ------------------------ | ------------ | ---- | ---------- |
| 13. | «Who's Sorry Now?» | Берт Келмер і Гаррі Рубі | Тед Снайдер  | 1958 |            |

## Творці альбому
- Вокал — Адріано Челентано
- Аранжування — Джуліо Лібано
- Інженер — Альберто Анжеліні
- Оркестр — «Giulio Libano E La Sua Orchestra»
- Продюсер — Вальтер Гуертлер
- Фотограф — Фарабола

## Ліцензійні видання
| Назва                    | Лейбл                             | Маркування      | Країна   | Рік      |
| ------------------------ | --------------------------------- | --------------- | -------- | -------- |
| Furore (LP)              | Jolly Hi-Fi Records               | LPJ 5017        | Італія   | 1961     |
| Furore (LP)              | Vesuvius                          | 4418            | США      | 1961     |
| Furore (LP, Promo)       | Vesuvius                          | 4418            | США      | 1961     |
| Furore (LP, Mono, San)   | Mocambo, Mocambo                  | LP 40204, 40204 | Бразилія | 1964     |
| Furore (CD, RE)          | Mercury, Raro! Records            | 526 886-2       | Італія   | 1995     |
| Furore (CD, RE)          | Jolly Hi-Fi Records, SAAR Records | CD 5017         | Італія   | 2011     |
| Furore (LP, RE + 7")     | Jolly Hi-Fi Records               | LPJ 5017        | Італія   | 2011     |
| Furore (12", Unofficial) | Jolly Hi-Fi Records               | LPJ 5017        | Італія   | невідомо |